# Almai Artúr
Almai Artúr, születési nevén Weinfeld Artúr (Kassa, 1894. február 1. – Budapest, 1978. január 17.) fogorvos, szájsebész.

## Életpályája
Weinfeld Mózes utazó és Schwarcz Szerén fiaként született. Középiskolai tanulmányait a Zombori Magyar Királyi Állami Főgimnáziumban végezte (1904–1912), majd a Budapesti Tudományegyetem Orvostudományi Karának hallgatója lett (1912). Az első világháború kitörésekor bevonult és frontszolgálatot teljesített. 1916 őszétől az olasz fronton, a zászlóalj segélyhelyén, végül az ezred segélyhelyén, a vezető orvos mellett, majd helyetteseként végezte egészségügyi feladatát. Olasz fogságba is került és két alkalommal megsebesült a fronton. Mint egészségügyi hadnagy szerelt le. Több kitüntetésben részesült helytállásáért. A háborút követően, 1923. június 28-án avatták orvosdoktorrá. Tanulmányai végeztével az I. sz. Belgyógyászati Klinikán működött Bálint Rezső mellett. Később a Charité Poliklinika és a Stomatológiai Klinika munkatársa volt. Az 1920-as években egy évet Bonnban töltött Alfred Kantorowicz professzornál, akitől megtanulta a kor legmodernebb fogászati kezelési módszereit. Hazatérést követően a Margit híd budai hídfőjénél megnyitotta több várószobás rendelőjét. Tagja volt több orvosi és tudományos egyesületnek.
A Kozma utcai izraelita temetőben nyugszik.

## Családja
Első felesége Rosenczweig Edit (1908–?) volt, Rosenczweig Benő és Dux Rozália lánya, akivel 1928. március 14-én Budapesten, a Terézvárosban kötött házasságot. Második házastársa dr. Gergely Éva (1914–1993) fogorvos, egyetemi adjunktus.
Fiai dr. Almai György (1947–2013) és dr. Almai János (1949) fogorvosok.